# Лэнгли, Лесли
Лесли Лэнгли (род. 1945) — британская модель и актриса родом из города Уэймут, Великобритания, стала Мисс Великобритания и Мисс Мира 1965. Она стала третьей женщиной из Великобритании, выигравшей титул Мисс Мира.
Она окончила в 1950-х годах королевскую школу торгового флота (также известна как «Bearwood College»), расположенную вблизи города Уокингем графства Беркшир. После того как Лесли стала Мисс Мира, она вышла замуж за джаз-музыканта Алана Хэвена и у них родилась дочь Хлоя. После развода Лесли работала в качестве помощника стоматолога.
Также у неё была небольшая роль в фильме Голдфингер.
Фотография Лесли появилась на путеводителе для туристов, отдыхающих в Уэймуте, начиная с 1967 года.